# NHK前桥放送局
NHK前桥放送局（日语：／），又译NHK前桥广播电视台，是日本放送協會位於群马县前橋市、負責主管群马县事務的地方放送局。

## 縣域電視播放
1970年NHK開始在群馬縣和栃木縣（宇都宮放送局）以FM頻道進行縣域播放，為了以電視播放訊號完全數位化為契機，在綜合電視台上也開始在縣域播放，從2009年度開始進行3年期的經營計劃。2011年11月向政府機關遞交報告書，12月9日「電波監理審議會」同意群馬及栃木兩縣域電視播放權的報告，於是在2012年4月1日，前橋和宇都宮兩局開始了縣域播放。目前平日播放20分鐘左右的新聞和氣象資訊。縣域電視放送開始時沒有分配前橋放送局的識別訊號，使用的是“NHK綜合東京”，從2012年10月27日開始播放變更為“NHK綜合前橋”。

## 外部連結
- NHK前橋放送局 （页面存档备份，存于）
- NHK前桥放送局的X（前Twitter）